# اقوام سیکانی
سیکانی یا (Σικανοί Sikanoi) یکی از سه قوم باستانی بودند که در سیسیل می‌زیسته‌اند و در زمان فنیقی و یونانیان به استعمار آنان درآمدند، سیکانی‌ها در شرق Elymians و در غرب سیسیل ساکن بودند.

نقشه جغرافیایی جزیره سیسیل و پراکندگی اقوام بومی آن

## تاریخچه
سیکانی ها قدیمی‌ترین ساکنان سیسیل هستند. در قرن ۵ قبل از میلاد، مورخ یونانی توکیدیدس، ادعا می‌کند که سیکانی از شبه جزیره ایبری، از اطراف رودخانه ای که آنها "سیکانی" می‌نامند، سرچشمه گرفته و به دنبال حمله تهاجم به سیسیل مهاجرت کرده‌است. Ligurians. (نام سیکانوس به رودخانه امروزی پیوند خورده‌است که در اسپانیایی به عنوان جکار شناخته می‌شود) منبع توکیدید ناشناخته است، گرچه او اغلب از مورخ سیسیلی آنتیوکوس سیراکوس. برعکس، تیمایوس از تائورومنیوم (که حدود ۳۰۰ سال قبل از میلاد مکتوب است) سیکانی را بومی سیسیل می‌داند. نظریه سوم، که توسط برخی از دانشمندان مدرن ارائه شده، حاکی از آن است که سیکانی‌ها مهاجر ایلیایی بودند، که می‌توانستند مناطقی را که قبلاً قبایل بومی ساکن بودند ، کنترل کنند. تحقیقات باستان‌شناسی نشان می‌دهد که سیکانی در مراحل اولیه تحت تأثیر ماینی‌ها (قبل از استعمار یونان در سیسیل) قرار گرفته‌است.
به‌طور کلی مورد توافق دانشمندان است که سیکانی قبل از سایر ساکنان سیسیل در پیش از تاریخ، یعنی Elymians و سیسیل. تصور می‌شود که ایلیمی‌ها افراد بعدی ثبت شده برای استقرار سیسیل هستند، شاید از دریای اژه، آناتولی یا لیگوریا. آنها در گوشه شمال غربی جزیره مستقر شدند و سیکنیایی‌ها را مجبور به حرکت از طریق شرق کردند. سیسل‌ها بعدی بودند که از سرزمین اصلی ایتالیا وارد شدند و در شرق مستقر شدند. تصور می‌شود که ورود سیسل‌ها در قرن سیزدهم یا یازدهم قبل از میلاد اتفاق افتاده باشد. منطقه به انگلیسی: Sicanians پس از این به قسمت جنوب غربی جزیره با استقرار در منطقه گلا و Agrigentum.
سیکانی با فنیقی‌ها، که مستعمرات خود را تأسیس کردند، به ثبت تاریخی رسید. در طول قرن یازدهم قبل از میلاد - قبل از یونانیان، که مستعمره سیراکوس را تأسیس کردند. در حالی که بسیاری دیگر از مستعمرات یونان در اطراف جزیره تأسیس شده بودند، تا ۷۳۴ قبل از میلاد سیراکوس به بزرگترین شهر جهان یونانی زبان تبدیل شده بود. سیکانی‌ها به تدریج جذب این مردمان استعمارگر شدند. آنها پس از الحاق سیسیل توسط امپراتوری روم به عنوان یک فرد متمایز ناپدید شدند.

## هرودوت و پادشاه مینوس
مینوس، طبق سنت ، در جستجوی ددالوس به سیکانیا یا همان سیسیل رفتند، همان‌طور که اکنون نامیده می‌شود، و در آنجا هلاک شد به شکل یک مرگ خشونت‌آمیز.

## زبان
چند کتیبه کوتاه با استفاده از الفبای یونانی در زبان منقرض شده سیکانی پیدا شده‌است. به استثنای نامها، آنها ترجمه نشده‌اند و این زبان به دلیل کمبود داده طبقه‌بندی نشده‌است.